# 指叶假瘤蕨
指叶假瘤蕨（学名：Phymatopteris dactylina）为水龙骨科假瘤蕨属下的一个种。

## 扩展阅读
維基物種上的相關：指叶假瘤蕨